# Diadelia costipennis
Diadelia costipennis är en skalbaggsart som beskrevs av Leon Fairmaire 1896. Diadelia costipennis ingår i släktet Diadelia och familjen långhorningar.
Artens utbredningsområde är Madagaskar. Inga underarter finns listade i Catalogue of Life.